# Helmut Ettl
Helmut Ettl (Linz, 1965. augusztus 23. –) osztrák közgazdász, európai banki és pénzügyi szakember.
Ettl Linzben nőtt fel, és fiatalkorában nagyon aktív volt a Szocialista Ifjúság Ausztria szocialista ifjúsági szervezetben és a hallgatói mozgalomban. Társalapítója volt a Kapu nevű linzi kultúrközpontnak (a független zene és a punkzene központja). Helmut Ettl a linzi Johannes Kepler Egyetemen szerzett közgazdász diplomát.
1995-től Ettl az Oesterreichische Nationalbanknál dolgozott. Miután a washingtoni Nemzetközi Valutaalapnál és a brüsszeli Európai Bizottságnál dolgozott, a London School of Economicson végzett. Ettl 2008 óta az Osztrák Pénzügyi Piacfelügyelet (FMA) igazgatója, 2011 óta az Európai Bankfelügyeleti Hatóság (EBA) Felügyelő Bizottságának tagja. 2014 óta az Európai Központi Bank (EKB) Felügyelő Bizottságának (SSM) tagja.